# Aloe graminifolia
Aloe graminifolia é uma espécie de liliopsida do gênero Aloe, pertencente à família Asphodelaceae.